# Martin Roth
Martin Roth (Bidingen, 11 agosto 1914 – Seeg, 6 febbraio 2003) è stato un militare tedesco, ufficiale delle SS e capo del forno crematorio nel campo di concentramento di Mauthausen.

## Biografia
Martin Roth è nato a Ob, nel comune di Bidingen. Era il figlio del contadino Martin Roth e sua moglie Kreszentina. Dopo la scuola elementare, ha frequentato la scuola superiore per tre anni, terminata nel 1930. 

### Nella Germania nazista
Il 1 ° aprile 1932, divenne un membro della SA. Il 1º marzo 1933, si unì al NSDAP (numero di iscrizione 1.484.266). Dopo la registrazione volontaria al Reichswehr, prestò servizio dal 1º novembre 1934 presso un'unità di truppe di montagna, che era di stanza a Kempten. Dopo un anno di servizio, lasciò la Reichswehr il 12 ottobre 1935 e tornò a casa per lavorare di nuovo nella compagnia dei suoi genitori. Nel dicembre del 1935 divenne membro delle SS (SS n. 280.558). 

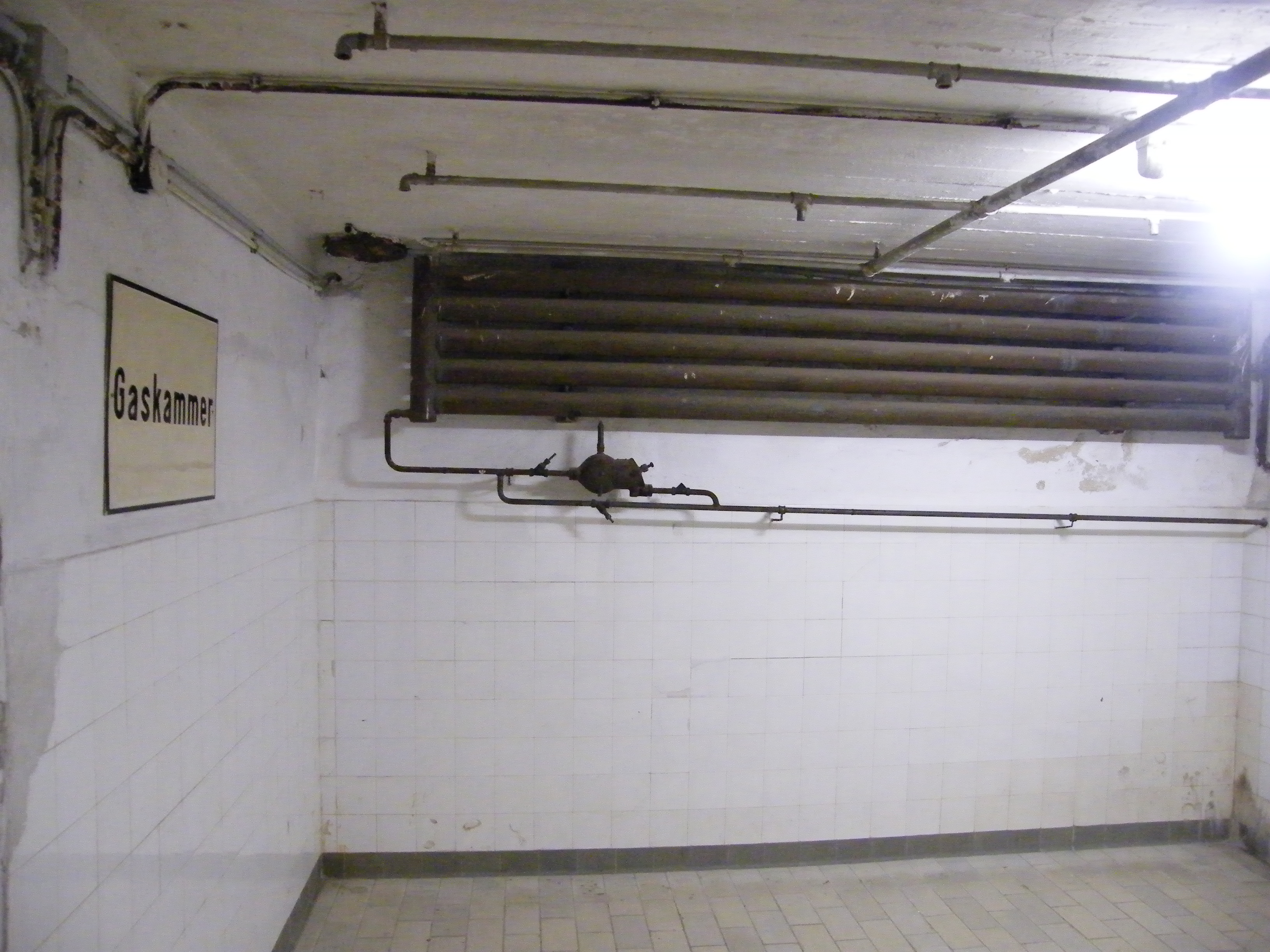
In questa piccola stanza furono gassati anche 80 prigionieri per volta.

Il 15 gennaio 1936 Roth entrò in servizio al 1° SS-Totenkopfverbände "Alta Baviera" nel campo di concentramento di Dachau. Dopo aver completato il suo addestramento, è stato inizialmente schierato nella squadra di guardia. Nel 1938, Roth fu infine trasferito al personale di comando come vice capo blocco e compagno di trasporto dei prigionieri. Il 1º aprile 1939 fu trasferito nel campo di concentramento di Mauthausen. Dal maggio 1940 al 1945 fu a capo del forno crematorio. In questa funzione era responsabile del funzionamento della camera a gas. 

### Dopo la seconda guerra mondiale
All'inizio di maggio del 1945, Roth fuggì. Con Hans Spatzenegger guidò fino a Salisburgo, da dove si recò da solo in Germania a piedi. Successivamente rimase in una fattoria vicino a Kempten. Nel dicembre del 1945 trovò lavoro con un contadino a Kisslegg. Rimase in questa regione fino al 1951 e lavorò presso diversi agricoltori come bracciante agricolo. 
Il 12 ottobre 1951, fu arrestato a un controllo passaporti a Costanza e preso in custodia. Il 19 gennaio 1952 fu rilasciato. Si trasferisce quindi in Austria, dove lavora come macchinista in varie centrali elettriche. Nel 1958 tornò in Germania e si stabilì con la sua famiglia nella sua città natale, dove lavorò come macchinista per una società di costruzioni di Monaco. 
Nel 1961, il tribunale regionale di Linz emise un mandato di arresto per Roth. Il 28 maggio 1968, il tribunale distrettuale di Kaufbeuren emise un mandato di arresto. Nell'agosto del 1968, il pubblico ministero incaricato delle indagini decise finalmente di terminare l'esenzione dalla prigione perché Roth era stato sospettato dell'omicidio di 25 persone e quindi c'era il rischio di fuga. 
Il processo principale contro Roth e Werner Fassel iniziò il 16 marzo 1970. Il 24 luglio 1970 fu condannato a sette anni di carcere dal tribunale regionale di Hagen per aver aiutato e favorito l'omicidio in 51 casi. Nel novembre 1972 la Corte federale di giustizia respinse la revisione della sentenza. Il 18 gennaio 1973, iniziò la sua pena detentiva nel carcere di Straubing, da dove fu rilasciato il 20 aprile 1977 con quattro anni di libertà vigilata. 
Fino alla sua morte nel 2003, Roth tornava regolarmente a Mauthausen, dove era un gradito ospite in un pub vicino al suo ex posto di lavoro.